# Ocón
|  | Per a altres significats, vegeu «Eduardo Ocón y Rivas». |

Ocón és un municipi de la Rioja, a la regió de la Rioja Mitjana. Forma part del Vall de Ocón, compost per La Villa, Pipaona, Aldealobos, Las Ruedas, Santa Lucía, Los Molinos i el despoblat d'Oteruelo. La Vila és al peu d'un vell castell de la invasió àrab que està bastant deteriorat, però que mereix una visita. Està situada també a les faldes de "sierra la Hez" amb el seu pic més alt Cabimonteros, amb una vegetació de transició entre bosc atlàntic i mediterrani (alzines, roures, fajos, pins...). Pel que fa a l'art religiós compta amb l'església parroquial de San Miguel amb un magnífic retaule, un òrgan i les relíquies de Sant Cosme i Sant Damià. També compta amb diverses ermites com Santa María, San Juan, Santo Domingo i San Bartolomé al costat de la Fuente de los Santos.